# Fritz von Twardowski
Pour les articles homonymes, voir Twardowski.
Fritz von Twardowski (1890 à Metz - 1970 à Vienne) est un diplomate allemand. Il fut notamment consul général à Istanbul en 1943 et ambassadeur d'Allemagne au Mexique en 1952.

## Biographie
Fils du Generalleutnant Heinrich von Twardowski (1842–1913) et d'Augusta von Holleben (1850–1931), Fritz Ernst Albert von Twardowski naît le 9 juillet 1890, à Metz, une ville de garnison animée d'Alsace-Lorraine. Avec sa ceinture fortifiée, Metz est alors la première place forte du Reich allemand. Dès la fin de ses études secondaires, sur les traces de son père, le jeune Fritz choisit la carrière des armes. Comme Wilhelm Canaris, ou son compatriote[Ernst Wieblitz, il s'engage dans la Kaiserliche Marine, la marine impériale allemande. En 1914, il épouse Gertrud Ahrens, dont il aura plus tard trois enfants.

### Première Guerre mondiale
Durant la Première Guerre mondiale, Fritz von Twardowski sert à bord de différents navires, en tant qu'officier subalterne. Wachoffizier sur les torpilleurs V 159 und V 100, il est promu Oberleutnant zur See en mai 1915. Il prend son premier commandement sur le torpilleur V 162, en juillet 1916. Début 1918, Twardowski commande un U-Boot de classe 10. Il termine la guerre, en 1919, avec le grade de Kapitänleutnant, lieutenant de vaisseau. 

### Entre-deux-guerres
Ayant quitté l'armée, Fritz von Twardowski reprend alors ses études. Il choisit de suivre un cursus en Droit et en Sciences politiques. Étudiant brillant, il obtient un doctorat dans chaque discipline en 1922. La même année, il intègre le corps diplomatique. Il est affecté à l'Auswärtiges Amt, le bureau des Affaires étrangères de Berlin. Twardowski est nommé conseiller diplomatique à l'ambassade d'Allemagne de Moscou en 1928. 
Le 5 mars 1932, il est victime d'une agression armée à Moscou. Plusieurs coups de feu sont tirés avec un revolver sur Twardowski, qui est sérieusement blessé. En fait, il semble que ce soit Herbert von Dirksen qui ait été visé. Deux coupables sont arrêtés, jugés et seront un peu plus tard exécutés. De 1935 à 1939, Fritz von Twardowski est affecté, comme adjoint, à la Kulturabteilung VI, un département du ministère des Affaires étrangères à Berlin. 

### Seconde Guerre mondiale
Ne pouvant être promu au grade de Ministerialdirigent sans être membre du NSDAP, il en fait la demande à multiples reprises, avant d'être accepté par le parti en mars 1940. En juin de la même année, il est nommé à la tête du département de la culture au ministère des affaires étrangères. Il assure cette fonction jusqu'en avril 1943. Fritz von Twardowski est ensuite nommé consul général à Istanbul. Après l'attentat du 20 juillet 1944, il est jugé suspect par le SS-Obersturmbannführer Bruno Wolff, chargé d'évaluer sa loyauté politique. Ses relations, avec l'entourage de Dietrich Bonhoeffer notamment, lui valent un rappel à Berlin et un interrogatoire par la Gestapo. Il conserve finalement ses fonctions jusqu'à la fin de la guerre.

### Après guerre
En 1946, Fritz von Twardowski s'occupe d'activités caritatives à Hambourg. Le 16 décembre 1950, il est nommé Porte-Parole du Gouvernement à l'Office de presse et d'information. Il occupe cette fonction jusqu'en février 1952. Fritz von Twardowski est nommé ensuite ambassadeur au Mexique. Il conserve son poste jusqu'en 1955. 
Il part à la retraite en 1955, mais reste actif en devenant aussitôt président de la "Societas Uralo-Altaica", une société savante s'intéressant aux cultures ouralo-altaïques, puis président de l'"Ibero Clubs", une association œuvrant pour la culture ibéro-américaine. Twardowski œuvre ensuite pour l'Institut Goethe, une institution qu'il préside un temps.
Fritz von Twardowski décéda le 21 septembre 1970, à Vienne, en Autriche.

## Publications
- Fritz von Twardowski: Das amerikanische Schiffahrtsproblem unter besonderer Berücksichtigung der Entwicklung von Schiffahrt und Schiffbau durch den Weltkrieg und der Tätigkeit des "U. S. A. Shipping Board", Vereinigung wissenschaftlicher Verleger, Berlin, Leipzig, 1922.
- Jakow Trachtenberg, Fritz von Twarkowski: Das Attentat auf den deutschen Botschafter in Moskau., Jakow Trachtenberg, Berlin-Charlottenburg, 1932.
- Fritz von Twardowski: Anfänge der deutschen Kulturpolitik zum Ausland, Inter Nationes, Bonn,  1970.

## Sources
- Johannes Hürter : Biographisches Handbuch des deutschen Auswärtigen Dienstes 1871 - 1945, vol. 5. "T - Z", Auswärtigen Amt, Historischer Dienst. Bernd Isphording, Gerhard Keiper, Martin Kröger: Schöningh, Paderborn 2014 (pp.84-86).